# Alon Eizenman
Alon Eizenman (* 9. Februar 1979 in Toronto, Ontario) ist ein israelisch-kanadischer Eishockeyspieler, der in seiner aktiven Zeit von 1996 bis 2007 unter anderem für die ASG Tours in der französischen Ligue Magnus gespielt hat. Sein jüngerer Bruder Oren ist ebenfalls ein professioneller Eishockeyspieler. 

## Karriere
Alon Eizenman begann seine Karriere als Eishockeyspieler bei den Wexford Raiders, für die er in der Saison 1996/97 in der Metropolitan Toronto Hockey League aktiv war. Anschließend verbrachte der Center vier Jahre lang in der American Collegiate Hockey Association, deren Meisterschaft er in der Saison 1999/2000 mit der Pennsylvania State University gewann. Während seiner Universitätszeit erhielt der kanadisch-israelische Doppelbürger zahlreiche persönliche Auszeichnungen und stellte unter anderem mit der Wahl ins ACHA All-American Team in jedem seiner vier Studienjahre einen internen Rekord der Pennsylvania State University auf. Nachdem er die Saison 2001/02 in Israel beim HC Bat Yam verbracht hatte, gab der Linksschütze in der Saison 2002/03 sein Debüt im professionellen Eishockey für die ASG Tours aus der französischen Ligue Magnus. Mit dieser scheiterte er 2005 erst im Playoff-Finale am HC Mulhouse. 
Im Sommer 2005 kehrte Eizenman nach Israel zurück, wo er für das Team aus Haifa, die Haifa Hawks, antrat. Anschließend spielte er in der Saison 2006/07 für den französischen Zweitligisten Club olympique Courbevoie. In der Spielzeit 2013/14 war er wieder für den HC Bat Yam in der israelischen Eishockeyliga aktiv. Neben seiner Eishockeykarriere arbeitet er als Rechtsanwalt in Toronto.

### International
Für Israel nahm Eizenman im Juniorenbereich an der U18-D-Europameisterschaft 1996 teil. Im Herrenbereich spielte er bei der D-Weltmeisterschaft 2000, den Weltmeisterschaften der Division II 2001, 2002, 2005 und 2014 sowie der Weltmeisterschaft der Division I 2006.

## Erfolge und Auszeichnungen
| - 1999 ACHA National Tournament First All-Star Team - 1999 ACHA First All-American Team - 2000 ACHA-Meisterschaft mit der Pennsylvania State University - 2000 National Tournament First All-Star Team - 2000 ACHA First All-American Team | - 2000 ACHA Spieler des Jahres - 2000 ACHA National Tournament MVP (mit Mark Scally) - 2001 ACHA Second All-American Team - 2001 ACHA National Tournament MVP - 2005 Französischer Vizemeister mit der ASG Tours |

### International
- 2005 Aufstieg in die Division I bei der Weltmeisterschaft der Division II, Gruppe B